# It-girl
It-girl of It girl is een Engelse term die in de media wordt gebruikt voor een charmante jonge vrouw met erotische aantrekkingskracht die enorme media-aandacht verwerft, zonder hiervoor iets noemenswaardigs te hebben gedaan. Deze media-aandacht is echter vaak maar van tijdelijke duur. Afhankelijk van wat een It-girl tijdens deze korte periode van aandacht doet kan ze uitgroeien tot een beroemdheid, of haar carrière sterft een stille dood. Voor mannen die iets soortgelijks overkomt wordt meestal de term "It-boy" gebruikt.

## Clara Bow
De term It-girl werd bedacht door de Britse romanschrijver en scenarioschrijver Elinor Glyn (1864-1943) als omschrijving voor de actrice Clara Bow, en dan met name hoe die te zien was in de stomme film It uit 1927. Ze omschreef "It" als "datgene wat iemand aantrekkelijk maakt voor anderen", wat "zowel een kwaliteit van de geest als van lichamelijke schoonheid kan zijn".
De film suggereert echter ook dat "it" een kwaliteit is die niet met een definitie valt te omschrijven of in een bepaalde categorie valt in te delen. De vrouw gespeeld door Bow is een kruising van een naïeve jonge vrouw en een femme fatale. Haar rivaal in de film is in vrijwel alle opzichten gelijk aan haar, maar heeft "it" niet.

## Moderne It-girl
Sinds 1927 is de term It-girl ook buiten de filmwereld bekend geworden en wordt deze vaak in de volksmond gebruikt voor wie voortdurend media-aandacht krijgt.
De Engelse schrijver William Donaldson (1935-2005) kwam na bestudering van de term tot de conclusie dat deze, hoewel voor het eerst gebruikt in de jaren twintig van de twintigste eeuw, pas in de jaren negentig in zwang kwam voor "een jonge vrouw met opvallende 'sexappeal' die zich bezighield met schoenen kopen en feesten bezoeken".

## Musical
Het filmscenario van de film uit 1927 is ook verwerkt tot een musical getiteld The It Girl, die in 2001 in première ging op Broadway. Jean Louisa Kelly speelde de hoofdrol.